# زوبيا (إربد)
زوبيا (Zoubia, Zubya) بلدة تقع في شمال الأردن تتبع إدارياً لواء المزار الشمالي في محافظة إربد، وتعرف زوبيا بكثرة غابات السنديان فيها وفي ارتفاعها عن سطح البحر، حيث تعتبر من أعلى المرتفعات في محافظة إربد، حيث يبلغ ارتفاعها حوالي 940م عن سطح البحر.
تعتبر زوبيا بلدة سياحية، حيث يوجد بها محمية للأحياء الطبيعية تسمى «محمية زوبيا»، وكما يوجد في بطون جبالها عين ماء تسمى بــ «عين زوبيــا»، إضافةً إلى وجود كهف في غاية الجمال يسمى بكهف زوبيا أو «مغارة الظهر» أو «مغارة برقش» تقدر مساحة هذا الكهف بحوالي 5 كم مربع ويوجد به أعمدة صاعدة وأعمدة هابطة خلفتها المياة تاركة منظراً خلاباً.
يبلغ عدد سكان بلدة زوبيا حوالي 7000(سبعة آلاف) نسمة.
التاريخ:
تعد بلدة زوبيا قرية تاريخية، حيث أنها كانت مركز زعامة ناحية بني دردوك لعدة عقود والتي ضمت عدد من القرى المجاورة.
يوجد في زوبيا آثار فارسية، ورومانية، وإسلامية، مما يدل على أن الحضارات تعاقبت على مسكنها، وذلك لموقعها الجغرافي الاستراتيجي والحصين، وأيضاً لخصوبة أرضها.
التسمية:
اختلفت الروايات وتعددت المعاني في أصل تسمية زوبيا، ولكن سنذكر أرجح هذه الروايات:
سميت بزوبيا لكثرة المياه فيها، فهي مشتقة من زَوْب،
1. (اسم):  زَوْب: مصدر زابَ
2. زَوب (اسم):  مصدر زابَ
3. زابَ (فعل):  زابَ يَزوُب، زَوْبًا وزَوَبانًا، فهو زائب، يقال زابَ الماءُ: أي جَرى الماءُ، وهذا دليل على كثرة الماء التي كانت فيها قديمة، ففيها عين زوبيا وفيها مئات آبار المياه الكفرية القديمه وجيع الماء (جمع جيعة ماء وهو المكان التي تجمع به المياه ويشبه بركة الماء)، وكان فيها بئر ضخم يسمى بالسيح، حيث كانت مربي المواشي من القرى المجاورة يلجئون إلى زوبيا لسقي حلالهم.

صفات زوبيا الطبيعية:

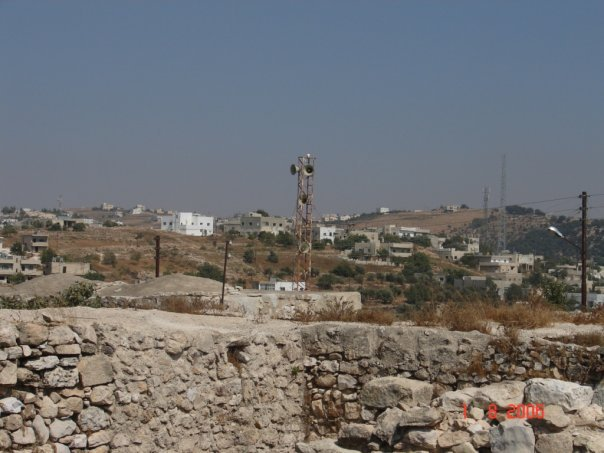

تمتاز زوبيا بالطبيعة الخلابة وكثيرة الأشجار الحرجية مثل البلوط والسنديان والملول وغيرها بالإضافة إلى الأشجار المثمرة من كافة الأصناف، وأكثره هو شجر الزيتون حيث يبلغ إنتاج زوبيا من زيت الزيتون حوالي 20 طن سنوياً.
سكان زوبيا:
يقطن في زوبيا حاليا على ما يزيد عن سبعة آلاف نسمة ينتمي أغلبهم إلى عشيرة الدرادكه، كما ويقطنها عدد آخر من العائلات مثل الغوانمة والوادي وبني عيسى وبني بكر والشرمان.
من أهم ما يميز هذه البلدة الهادئة هو طابعها الريفي الجميل الذي ينعكس عليه طابع سكانها الجبليين الذي يهتم معظمهم بقطاع الزراعة إضافة إلى القطاعات الأخرى مثل القطاعات الحكومية والتعليم والطب والمهن الأخرى، ويكثر في زوبيا عدد المتعلمين في جميع المجالات، كما وفيها التجار والعسكريين والمعلمين إضافة إلى وجود عدد كبير من حملة الدكتوراه والماجستير.